# مازریونیان
مازریونیان (نام علمی: Thymelaeaceae) نام یک تیره از راسته موردسانان است.